# Пушкарне (станція)
Пушка́рне — проміжна залізнична станція Сумської дирекції Південної залізниці на одноколійній неелектрифікованої лінії Баси — Пушкарне між станціями Краснопілля (18 км) та Ільок-Пеньковка (8 км). Розташована за кількасот метрів від села Грабовське (колишнє —  Пушкарне) Сумського району Сумської області. Поруч пролягає  автошлях місцевого значення С190610.
На станції до російського вторгнення в Україну (з 2022) здійснювався прикордонний контроль із Росією Пушкарне — Ільок-Пеньковка (наразі рух поїздів припинений).

## Пасажирське сполучення
До 2020 року станція була кінцевою для приміських поїздів сполученням Суми — Пушкарне.